# Distrito de Pallanchacra
El distrito de Pallanchacra es uno de los trece que conforman la  provincia peruana de Pasco situada en la parte suroccidental del departamento homónimo.
Desde el punto de vista jerárquico de la Iglesia católica forma parte de la diócesis de Tarma, sufragánea de la arquidiócesis de Huancayo.

## Historia
Fue creado por Ley  del 14 de noviembre de 1959, durante el segundo gobierno del presidente Manuel Prado Ugarteche.

## Geografía
Este distrito cuenta con un territorio de 73,69 kilómetros cuadrados  de superficie.  El distrito se encuentra ubicado a una altitud de 3 115 m s. n. m.

## Población
Tiene una población aproximada de 2 902 habitantes.

## Autoridades

### Municipales
- 2011 - 2014[2]
  - Alcalde: Apolinario Aguilar Berrospi, del Movimiento Nueva Izquierda (MNI).
  - Regidores: Kiko Ulises Milla Vargas (MNI), Pascual Filomeno Gonzales Rojas (MNI), David Sinche Yauri (MNI), Gloria María Trujillo Bonifacio (MNI), Roy Carlos Palacios Ávalos (Somos Perú).[3]
- 2007 - 2010
  - Alcalde: Floriano Yoni Bernabé Berrospi.

### Policiales
- Comisario: PNP.

### Religiosas
- Diócesis de Tarma[4]
  - Obispo (2001-2014): Mons. Richard Daniel Alarcón Urrutia.